# Чернявка (Винницкая область)
Чернявка (укр. Чернявка) — село на Украине, находится в Винницком районе Винницкой области.
Код КОАТУУ — 0523186901. Население по переписи 2001 года составляет 1186 человек. Почтовый индекс — 22612. Телефонный код — 4330. Занимает площадь 5,248 км².

## Местная власть
22600, Винницкая область, Винницкий р-н, пгт Оратов, ул. Парковая, 14